# Dirt (serie televisiva)
Dirt è una serie televisiva statunitense, trasmessa negli Stati Uniti da FX.
La serie comprende solo due stagioni, infatti, l'8 giugno 2008, Courteney Cox annuncia che lo show è stato cancellato.
La prima stagione è stata trasmessa in Italia su LA7 dal 14 ottobre 2007, mentre la seconda è andata in onda in prima visione assoluta sul canale Fox Life dal 18 luglio 2008 ed in chiaro su LA7 dal 6 gennaio 2009.

## Trama
Lucy Spiller (Courteney Cox) è una spietata direttrice di due magazine, Dirt! (giornale scandalistico) e Now (un comune mensile), che poi fonderà in un unico giornale, DirtNow.
Nella scuderia di Lucy compare Don Konkey (Ian Hart), un fotografo schizofrenico, ma abile nel suo lavoro. Tra le fonti di Lucy vi sono anche Holt McLaren (Josh Stewart), attore affamato di successo e fidanzato con una delle attrici più promettenti di Hollywood, Julia Mallory (Laura Allen). Holt vende le storie dei suoi amici attori a Lucy e lei ricambia scrivendo buoni articoli su quest'ultimo. Per colpa di Holt però, molte persone finiranno nei guai; la migliore amica di Julia, muore di overdose, dopo aver letto un articolo sul suo conto nel giornale di Lucy. Holt, con i sensi di colpa per aver venduto la migliore amica di Julia, non appena viene a sapere della morte, provoca un incidente stradale dove Julia rimane segnata. La ragazza infatti, sarà soggetta a sbalzi psicologici, che la faranno cacciare dalla sit-com di cui è protagonista; Julia poi, inizia a drogarsi e frequentare la sua spacciatrice, Garbo (Carly Pope). Iniziano così i problemi della coppia che non riuscirà più a ritrovare la serenità. Intanto Holt inizia una storia (segreta) proprio con Lucy.

## Episodi
| Stagione         | Episodi | Prima TV USA | Prima TV Italia |
| ---------------- | ------- | ------------ | --------------- |
| Prima stagione   | 13      | 2007         | 2007-2008       |
| Seconda stagione | 7       | 2008         | 2008            |

## Personaggi e interpreti
Lucy Spiller (Courteney Cox) - Capo-redattrice di DirtNow. È una maniaca del lavoro che non spreca il suo tempo scrivendo noiose storielle di gossip non verificate ed è ossessionata dalla continua ricerca di notizie; non si crea scrupoli nel distruggere la vita alle stelle, anche se hanno collaborato con lei. Fuori dal lavoro Lucy vive in un loft conducendo una vita solitaria, niente fidanzati, fino a quando non si frequenta con Holt McLaren e non ha contatti con la sua famiglia, con la quale ha incomprensioni da quando suo padre si suicidò.
Don Konkey (Ian Hart) - Amico di vecchia data di Lucy, è anche il suo più fidato paparazzo: grandissimo fotografo, è uno dei pochi che è contrario alle nuove macchine digitali. Soffre di schizofrenia e non rifiuta di prendere le medicine prescritte.
Holt McLaren (Josh Stewart) - è stato attore di qualche serie, conosciuto solo per i suoi lavori passati e per la sua relazione con l'attrice Julia Mallory. Dopo aver stretto un patto con Lucy ritorna ad essere molto famoso ma in cambio del successo il ragazzo passa alla donna delle informazioni importanti, sfortunatamente però tutte le informazioni ricadono sulla sua fidanzata. Il ragazzo e Lucy intraprendono una relazione clandestina.
Julia Mallory (Laura Allen) - Famosa attrice e fidanzata di Holt, è una delle persone colpite dalle informazioni di Holt passate al giornale. Dopo l'incidente d'auto diventa dipendente da antidolorifici e perde il controllo della sua vita: questo le costa la carriera e la sua relazione con Holt; alla fine accoltella Lucy per vendetta.
Leo Spiller (Will McCormack) - È il fratello bisessuale di Lucy. Per vendetta, aiuta Lucy a scrivere una storia sul suo famoso fidanzato attore mentre è con un altro uomo. Per far cambiare modo di vivere a Lucy, fa finta di essere un killer.
Nell'ultimo episodio della prima stagione partecipa Jennifer Aniston (già collega della Cox in Friends) che interpreta Tina, una vecchia collega e rivale di Lucy.

## Cambiamenti e cancellazione
La serie fu trasmessa più volte durante la settimana, venendo seguita da cinque-sei milioni di telespettatori. Quando la FX ordinò una seconda stagione di 13 episodi della serie, i dirigenti chiesero agli autori di cambiarne i toni. La prima stagione era stata, infatti, caratterizzata da forti toni drammatici e anche parecchio eccessivi, il che aveva attirato sulla serie (e sulla FX stessa) molte critiche. Per esempio, il Parents Television Council aveva criticato i contenuti di Dirt, definendola "ancora un'altra disastrosa serie offensiva dal canale FX". Perciò, fu imposto agli autori un cambio di rotta. Quando, a dicembre del 2007, iniziò lo sciopero degli sceneggiatori statunitensi, FX ridusse l'ordine di episodi a sette al posto dei tredici inizialmente previsti e, così, debuttò negli USA il "nuovo Dirt": più fedele a casi di gossip specifici (nella 2x02 si trova un'evidente ricostruzione degli eventi capitati a Paris Hilton, interpretata da Elisabeth Harnois, per esempio), molto più alleggerito sia nei toni di narrazione generali che nel personaggio stesso di Lucy Spiller, diventato molto più mite e tranquillo, ed è attenuata moltissimo anche la schizofrenia del personaggio di Don. Tutti questi cambiamenti, che hanno contribuito a svilire il plot della trama, fecero precipitare gli ascolti della serie e, pertanto, a marzo del 2008, il canale FX dichiarò che la serie non sarebbe tornata per una terza stagione.